# Pouteria minima
Pouteria minima là một loài thực vật thuộc họ Sapotaceae. Đây là loài đặc hữu của Brasil.